# Lihoszlavli járás

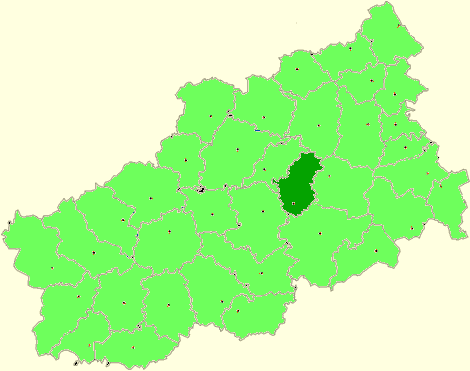
A Lihoszlavli járás a Tveri területen

A Lihoszlavli járás (oroszul Лихославльский район) Oroszország egyik járása a Tveri területen. Székhelye Lihoszlavl.

## Népesség
- 1989-ben 33 942 lakosa volt.
- 2002-ben 30 079 lakosa volt.
- 2010-ben 28 492 lakosa volt, melyből 22 560 orosz, 2 462 karjalai, 316 ezid, 298 ukrán, 296 örmény, 147 kirgiz, 132 üzbég, 125 tatár, 119 tadzsik, 104 fehérorosz, 102 moldáv, 61 azeri, 54 lak, 51 lezg, 44 grúz, 43 csuvas, 39 cigány, 35 csecsen, 30 német, 25 kazah, 24 avar, 23 mordvin, 18 tabaszaran, 16 mari, 12 komi stb.